# Йоганн Вальцгофер
Йоганн "Ганс" Вальцгофер (нім. Johann "Hans" Walzhofer, 23 березня 1906) — австрійський футболіст, що грав на позиції нападника, зокрема, за клуб «Ваккер» (Відень), а також національну збірну Австрії.

## Клубна кар'єра
Народився 23 березня 1906 року. Вихованець футбольної школи клубу «Єдлерсдорф».
У дорослому футболі дебютував 1926 року виступами за команду «Флорідсдорфер», в якій провів один сезон. 
Протягом 1927—1929 років захищав кольори клубу «Вінер Атлетік».
1929 року перейшов до клубу «Ваккер» (Відень), за який відіграв 15 сезонів. Завершив професійну кар'єру футболіста виступами за команду «Ваккер» у 1944 році.

## Виступи за збірну
1927 року дебютував в офіційних матчах у складі національної збірної Австрії. Протягом кар'єри у національній команді, яка тривала 8 років, провів у її формі 5 матчів.
Був присутній в заявці збірної на чемпіонаті світу 1934 року в Італії, але на поле не виходив.

## Досягнення
- Володар Кубка Центральної Європи:  1931-1932
- Фіналіст Кубка Австрії: 1927/28

| Дата       | Місто    | Господарі | Результат | Гості          | Турнір                             | Голи | Примітки |
| ---------- | -------- | --------- | --------- | -------------- | ---------------------------------- | ---- | -------- |
| 06/11/1927 | Болонья  | Італія    | 0 – 1     | Австрія        | Кубок Центральної Європи 1927—1930 | -    |          |
| 08/01/1928 | Брюссель | Бельгія   | 1 – 2     | Австрія        | товариський матч                   | -    |          |
| 11/11/1928 | Рим      | Італія    | 2 – 2     | Австрія        | товариський матч                   | -    |          |
| 12/04/1931 | Відень   | Австрія   | 2 – 1     | Чехословаччина | Кубок Центральної Європи 1931—1932 | -    |          |
| 11/11/1934 | Відень   | Австрія   | 3 – 0     | Швейцарія      | Кубок Центральної Європи 1933—1935 | -    |          |
| Усього     |          | Матчів    | 5         |                | Голів                              | 0    |          |